# Chaetostomella rossica
Chaetostomella rossica es una especie de un insecto del género Chaetostomella de la familia Tephritidae del orden Diptera.

## Historia
Hendel la describió científicamente por primera vez en el año 1927.